# Zhang Zhung
La cultura Zhangzhung o Shangshung (o Žaṅ žuṅ secondo G. Tucci, cinese 象雄 xiàng xióng, tibetano: ཞང་ ཞུང zhang zhung, pinyin tibetano: xang xung, descritta nelle cronache Tang 羊同 yáng tóng), indica una cultura e un regno antichi del Tibet occidentale e nordoccidentale antecedenti alla prima diffusione del Buddhismo in quell'area, connessi con la religione Bön, che a sua volta ha influenzato la filosofia e le pratiche del buddhismo tibetano. Personaggi Zhangzhung sono citati di frequente negli antichi testi tibetani come originari sovrani di quell'area, visitata da Giuseppe Tucci nelle sue famose spedizioni degli Anni Trenta del '900.
(Giuseppe Tucci, Preliminary Report on Two Scientific Expeditions in Nepal, pp. 92-93)
Di recente è stata proposta una possibile identificazione dello Zhangzhung con una cultura dell'Età del ferro che è in fase di scoperta nel bacino del Qiangtang Tibet nordoccidentale.

## Estensione dei regni Zhangzhung
Secondo la tradizione Zhangzhung consisteva di tre regioni diverse: sGob-ba, quella esterna; Phug-pa, l'interna; e Bar-ba, in mezzo. La regione esterna è quella che oggi potremmo chiamare Tibet occidentale, da Gilgit in Pakistan a ovest fino a Dangra Khyungdzong (Dangs-ra khyung-rdzong) nell'est, vicino al Lago Namtso (gNam-mtsho), e da Hotan nel nord fino a Chumik Gyed Tsanyi (Chu-mig brgyad-cu rtsa-gnyis) nel sud. Quella interna sarebbe Tazig (sTag-gzig), spesso identificata con la Battria, e la media Gyakhar Barcho (rGya-mkhar bar-chod), luogo non ancora identificato. Mentre non è affatto certo che Zhangzhung fosse davvero così vasto, si sa invece che era un regno indipendente che occupava tutto il Tibet occidentale.
La capitale del regno era chiamata Khyunglung (Wylie: Khyunglung Ngülkhar o Khyung-lung dngul-mkhar),il "Palazzo d'argento di Garuḍa", a sudovest del Monte Kailash (Monte Ti-se), luogo identificato con rovine di palazzi scoperti nell'alta valle del Sutlej.
Secondo Rolf Alfred Stein, autore di Tibetan Civilization, la zona di Shang Shung non faceva storicamente parte del Tibet e per i tibetani era chiaramente un territorio straniero:
Fino a dove si estendesse Shangshung a nord, est e ovest è un mistero… Abbiamo già avuto modo di rimarcare che essa, abbracciando il Kailāśa, montagna sacra degli indù, potrebbe un tempo aver avuto una religione largamente derivata dall'Induismo, e tale situazione potrebbe anche essere durata molto a lungo. In effetti verso il 950 il re indù di Kabul aveva una statua di Visnù del tipo kashmiri (con tre teste), che sosteneva essergli stata donata dal re dei Botha (tibetani), che a sua volta lo aveva ricevuto da Kailāśa.»
(Rolf Alfred Stein, Tibetan Civilization)

## Storia dello Zhangzhung

### Cultura dell'Età del ferro del Qiangtang: è lo Zhang Zhung?
Recente lavoro archeologico nella piana del Qiangtang trova prova di una cultura dell'Età del ferro che qualcuno si azzarda a identificare come lo Zhangzhung.

### La conquista di Zhangzhung

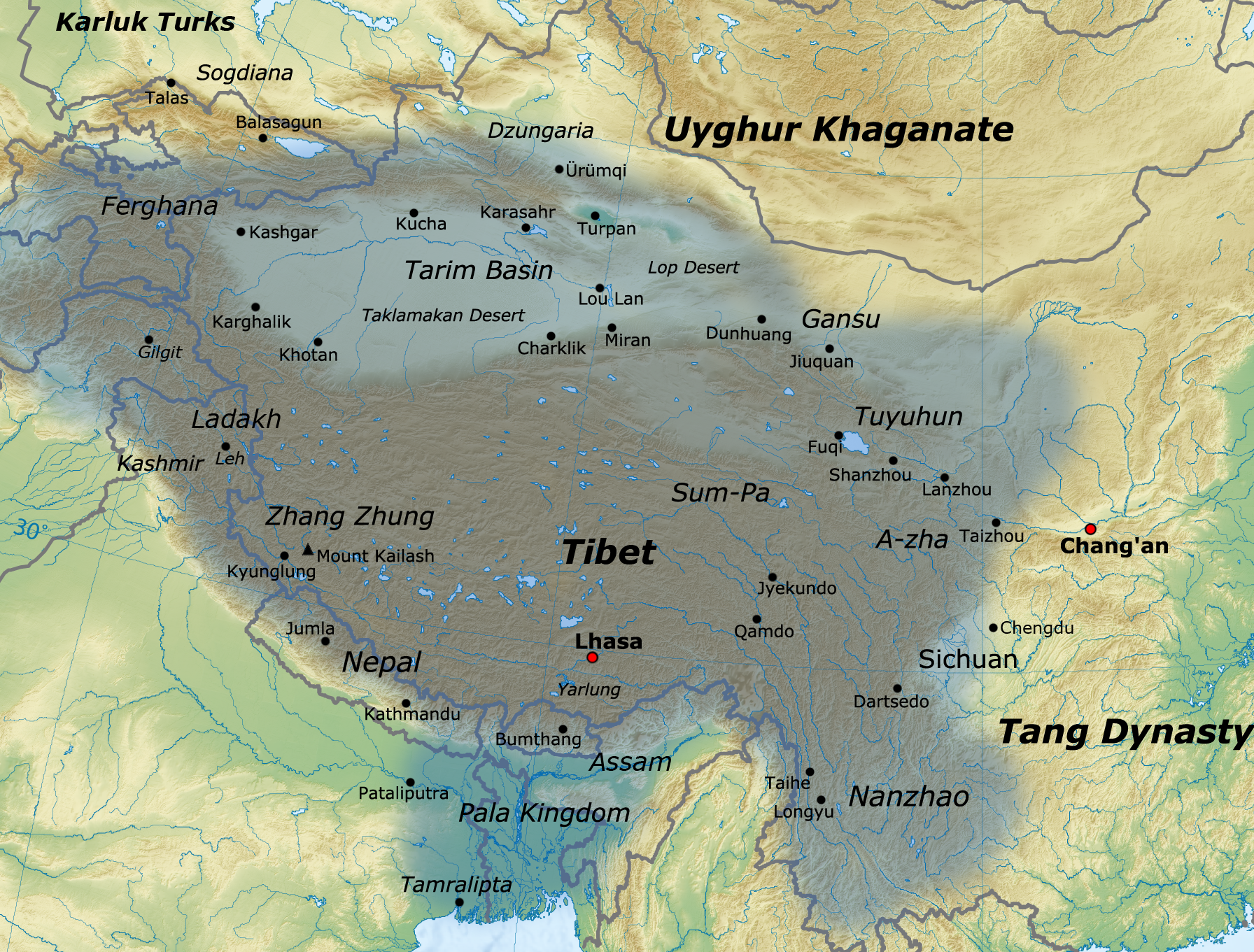
Mappa dello Zhangzhung con la sua capitale Kyunglung sotto l'Impero Tibetano

Esiste una certa confusione circa la questione se il Tibet centrale abbia conquistato Zhangzhung durante il regno di Songtsen Gampo (605 o 617 - 649) o durante quello di Trhisong Detsen (Wylie: Khri-srong-lde-btsan), (r. dal 755 al 797 o 804). Il Libro dei Tang sembra comunque collocare tali eventi nel regno del primo dei due, laddove esso afferma che nel 634 Yangtong (Zhang Zhung) e varie tribù tribù qiang "gli si sottomisero totalmente". Dopo di che egli si unì con il paese di Yangtong per sconfiggere lo 'Azha o regno di Tuyuhun, quindi conquistò altre due tribù qiang prima di minacciare Songzhou con un esercito di più di 200.000 uomini. In seguito inviò un inviato con doni di oro e seta all'imperatore cinese per chiedere una principessa cinese in sposa e, ricevuto un diniego, attaccò Songzhou. A quel punto pare che si sia ritirato, porgendo le sue scuse, e successivamente l'imperatore esaudì la sua richiesta.
Secondo antiche cronache tibetane il re tibetano e quello di Zhangzhung avrebbero stipulato un'alleanza mediante il matrimonio con una sorella dell'altro. Tuttavia la moglie tibetana del secondo si lamentò di subire maltrattamenti dalla sua moglie principale, provocando una guerra, e a causa del tradimento di questa principessa tibetana il "re Ligmikya di Zhangzhung, mentre era diretto verso la provincia di Sum-ba (provincia dell'Amdo), subì un'imboscata e fu ucciso dai soldati di re Songtsen Gampo. Come conseguenza il regno di Zhangzhung fu annesso al Bod (Tibet centrale). Dopo di che il nuovo regno nato dall'unificazione di Zhangzhung e Bod fu denominato Bod rGyal-khab." R. A. Stein colloca la conquista di Zhangzhung nel 645.

### Rivolta di Zhang Zhung nel 677
Zhang Zhung si ribellò dopo la morte di re Mangsong Mangtsen (Tibetano: མང་སྲོང་མང་བཙན), ovvero Trimang Löntsän (Wylie: Khri-mang-slon-rtsan, regno 650 - 677), figlio di Songtsen Gampo, ma fu ricondotto sotto controllo tibetano dalla "ferma autorità dei grandi capi del clan Mgar".

## La lingua Zhangzhung
Una manciata di testi Zhangzhung e di documenti tibetani bilingui dell'XI secolo fanno menzione di una lingua Zhangzhung connessa con il Kinnauri. I Bönpo sostengono che il sistema di scrittura dei tibetani deriva dall'alfabeto Zhangzhung, mentre alcuni studiosi moderni riconoscono la chiara derivazione della grafia tibetana da una del nord dell'India, il che concorda con cronache tibetane non Bön. Una moderna lingua Kinnauri con lo stesso nome (pronunciato localmente Janshung) è parlata da 2000 persone della Valle del Sutlej nell'Himachal Pradesh, che sostengono di essere discendenti dei Zhangzhung.

## Influenza della cultura Zhangzhung in India
È da rimarcare che la tradizione Bönpo sostiene di essere stata fondata da un personaggio simile a Buddha di nome Tonpa Shenrab Miwoche, a cui sono ascritti insegnamenti simili quanto a intento a quello ascritti al Gautama Buddha storico. I Bönpo affermano che Tonpa Shenrab Miwoche visse attorno a 18.000 anni fa e visitò il Tibet venendo dalla terra di Tagzig Olmo Lung Ring (odierno Tagikistan), ovvero Śambhala. Essi suggeriscono inoltre che in quell'epoca gli insegnamenti del Signore Shenrab Miwoche permeavano tutto il subcontinente, essendo in parte responsabili dello sviluppo della religione vedica. Un esempio di questo legame si sostiene essere il Monte Kailash, che costituisce il centro della cultura Bön ed è al tempo stesso la montagna più sacra per gli indù.

### Fonti
- Giuseppe Tucci, Preliminary Report on Two Scientific Expeditions in Nepal, David Brown Book Company, 1956, ISBN 978-88-575-2684-3.
- Tucci, Giuseppe (con Eugenio Ghersi). Cronaca della missione scientifica Tucci nel Tibet occidentale (1933), Roma, Reale Accademia d'Italia, 1934. Ristampa con omissione del secondo autore, soppressione delle illustrazioni e della carta geografica: Dei, demoni e oracoli. La leggendaria spedizione in Tibet del 1933, Neri Pozza, 2006, ISBN 978-88-545-0108-9.
- Allen, Charles. (1999) The Search for Shangri-La: A Journey into Tibetan History. Little, Brown and Company. Reprint: 2000 Abacus Books, London. ISBN 0-349-11142-1.
- Bellezza, John Vincent: Zhang Zhung. Foundations of Civilization in Tibet. A Historical and Ethnoarchaeological Study of the Monuments, Rock Art, Texts, and Oral Tradition of the Ancient Tibetan Upland. Denkschriften der phil.-hist. Klasse 368. Beitraege zur Kultur- und Geistesgeschichte Asiens 61, Verlag der Oesterreichischen Akademie der Wissenschaften, Wien 2008.
- Hummel, Siegbert. (2000). On Zhang-zhung. Edited and translated by Guido Vogliotti. Library of Tibetan Works and Archives. Dharamsala, H.P., India. ISBN 81-86470-24-7.
- Karmey, Samten G. (1975). A General Introduction to the History and Doctrines of Bon.  Memoirs of the Research Department of the Toyo Bunko, No. 33, pp. 171–218. Tokyo.
- Stein, R. A. (1961). Les tribus anciennes des marches Sino-Tibétaines: légends, classifications et histoire. Presses Universitaires de France, Paris.
- Zeisler, Bettina. (2010). "Ëast of the Moon and West of the Sun? Approaches to a Land with Many Names, North of Ancient India and South of Khotan." In: The Tibet Journal, Special issue. Autumn 2009 vol XXXIV n. 3-Summer 2010 vol XXXV n. 2. "The Earth Ox Papers", edited by Roberto Vitali, pp. 371 – 463.